# 雷德萊夫爾 (佛羅里達州)
雷德萊夫爾（英語：Red Level）是位於美國佛羅里達州锡特勒斯县的一個非建制地區。該地的面積和人口皆未知。

## 地理
雷德萊夫爾的座標為28°58′11″N 82°38′10″W / 28.96972°N 82.63611°W，而該地的平均海拔高度為4米（即13英尺）。